# チビらサンデー
『チビらサンデー』は、1976年7月4日から同年9月26日までNETテレビ（現・テレビ朝日）で放送されていた歌謡バラエティ番組である。放送時間は毎週日曜 18:25 - 18:55 （日本標準時）。
フォーリーブス、JOHNNYS' ジュニア・スペシャルといった当時の若手歌手たちが繰り広げていた、歌あり、ギャグあり、踊りありのスタジオバラエティ。